# ناحیه ژدار ناد سازاوو
ناحیه ژدار ناد سازاوو (به لاتین: Žďár nad Sázavou District) یک شهرستان‌ در جمهوری چک است که در استان ویسوچینا واقع شده‌است. ناحیه ژدار ناد سازاوو ۱٬۵۷۸٫۵۱ کیلومتر مربع مساحت و ۱۱۸٬۸۷۵ نفر جمعیت دارد.